# Castelsardo
Castelsardo nebo Castel Sardo (sardinsky: Calthèddu, CastèdduSardu) je italská obec (comune) v provincii Sassari v regionu Sardinie. Nachází se ve výšce 114 metrů nad mořem a má přibližně 5 700 obyvatel. Rozloha obce je 43,34 km².